# Psari i Zi
Psari i Zi – wieś położona w południowo-wschodniej części Albanii w gminie Çlirim. Wieś znajduje się 118 kilometrów od stolicy państwa, Tirany.